# Koš
Koš (Hongaars: Kós, Duits: Andreasdorf) is een Slowaakse gemeente in de regio Trenčín, en maakt deel uit van het district Prievidza.
Koš telt 1.173 inwoners.